# Дромос

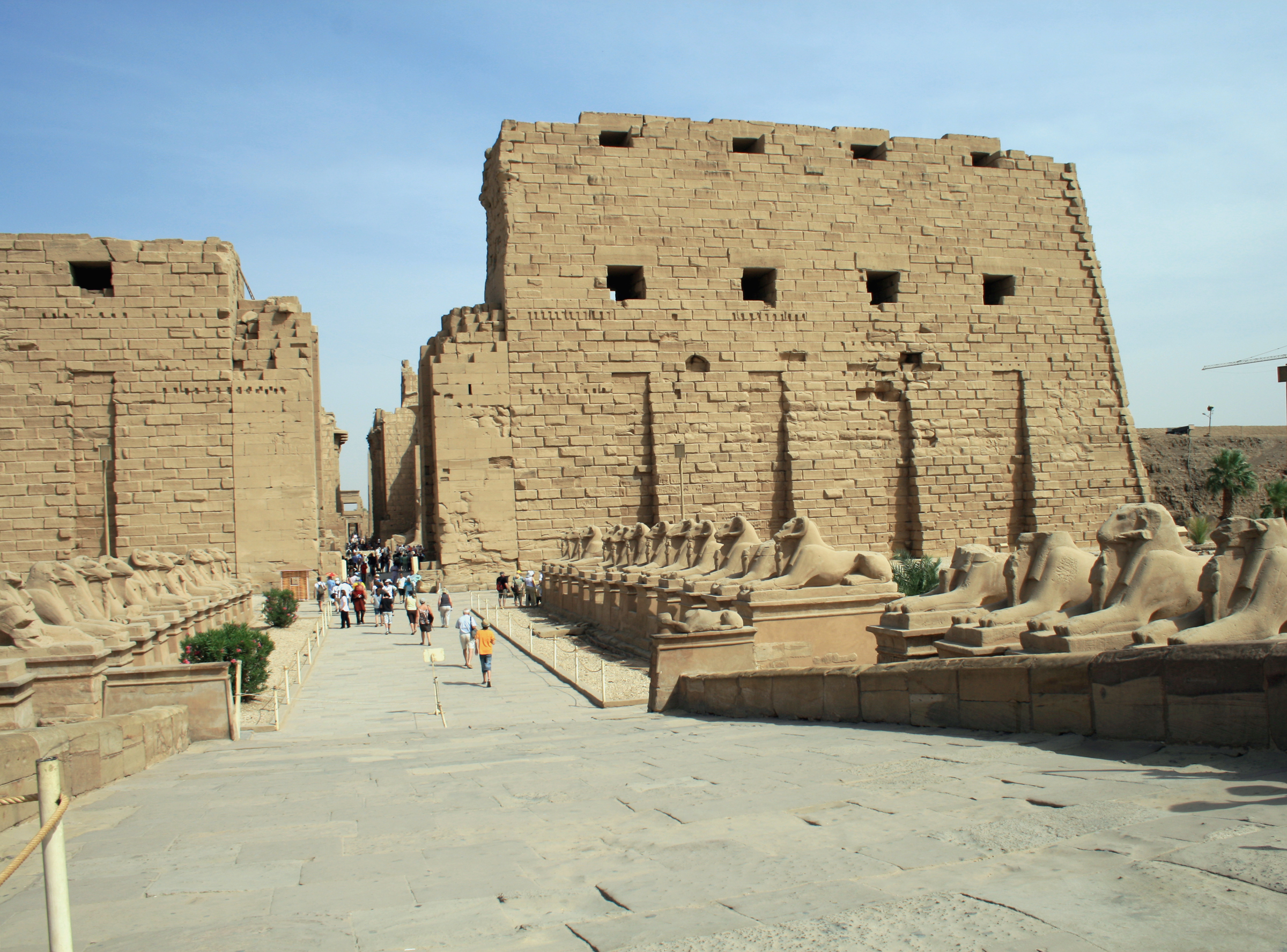
Дромос Карнакского храма со скульптурами

Дро́мос (от др.-греч. Δρόμος — «путь, проход») — путь или коридор, ведущий в погребальную камеру гробницы или кургана. Иногда представляет собой горизонтальный или наклонный проход в склеп, вырезанный в скале. Также может быть оборудован ступеньками.

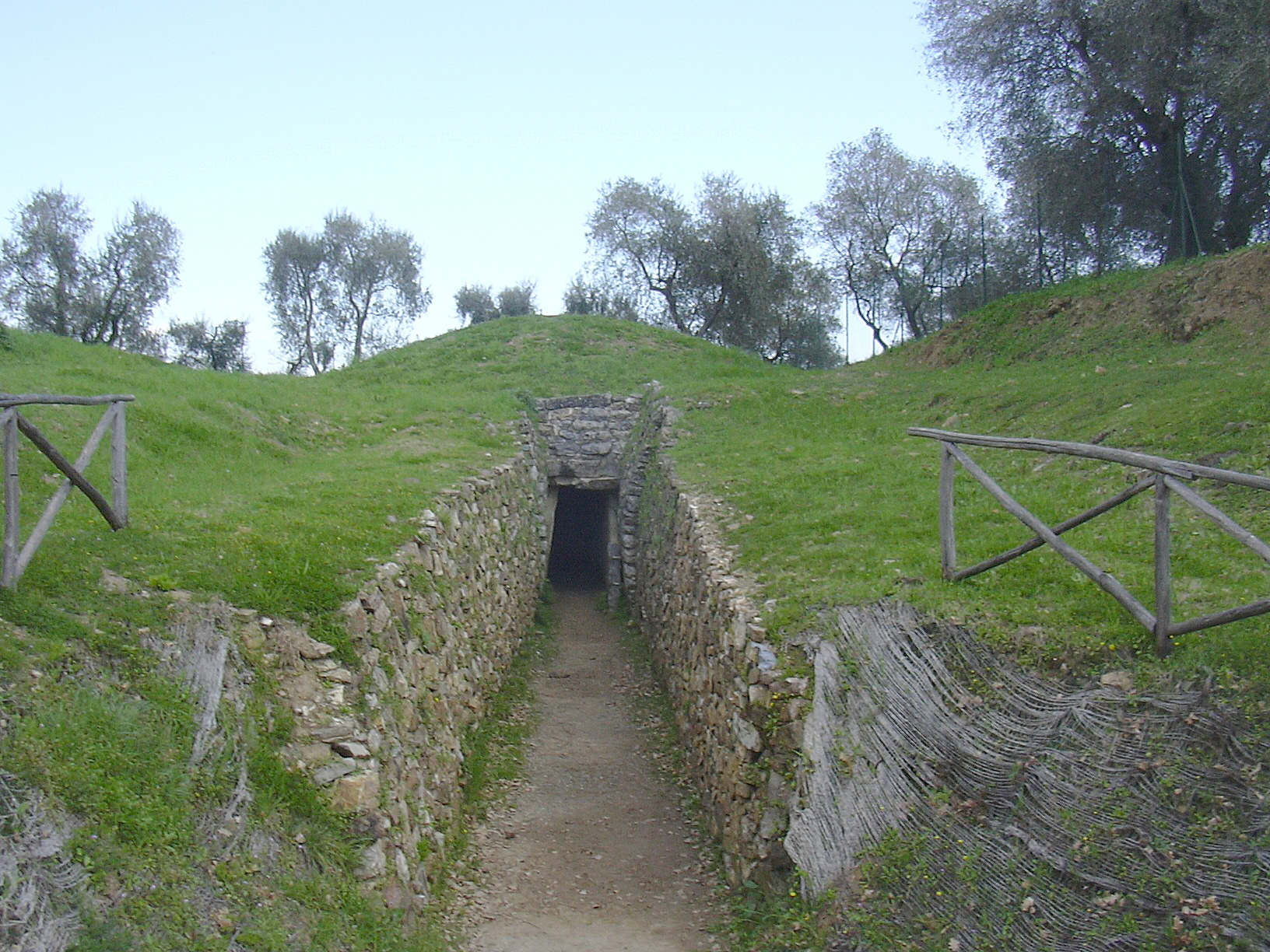
Этрусский тумулус в Ветулонии, Тоскана

Древнейшие дромосы известны в египетских (Карнакский храм, Луксор), эгейских (Гробница Атрея в Микенах), этрусских гробницах. В Северном Причерноморье дромосы были широко распространены с IV века до н. э. до III—IV века н. э. (Царский курган и Мелек-Чесменский курган в Керчи).